# Марсель Кузіно
Марсель Кузіно (фр. Marcel Cousineau, 30 квітня 1973, Делсон, Квебек) — канадський хокеїст, що грав на позиції воротаря.

## Ігрова кар'єра
Професійну хокейну кар'єру розпочав 1993 року.
1991 року був обраний на драфті НХЛ під 62-м загальним номером командою «Бостон Брюїнс».
Протягом професійної клубної ігрової кар'єри, що тривала 13 років, захищав кольори професійних команд «Лос-Анджелес Кінгс», «Нью-Йорк Айлендерс», «Торонто Мейпл-Ліфс» та «Сєвєрсталь».
Усього провів 26 матчів у НХЛ.